# Hortense Picsou
Hortense Picsou (Hortense McDuck en anglais) est un personnage de fiction de l'univers des canards créé par les studios Disney. Sœur cadette de Matilda et de Balthazar Picsou et mariée à Rodolphe Duck, fils de Grand-Mère Donald, elle est la mère des jumeaux Donald et Della Duck.

## Histoire
Ce personnage est essentiellement connu par La Jeunesse de Picsou (The Life and Times of Scrooge McDuck), biographie de Picsou conçue par le dessinateur Don Rosa et publiée à partir de 1992. Dotée d'un fort caractère, Hortense ne craint pas de dire à son frère riche et avare ce qu'elle pense de lui.
Lorsqu'il explore l'Ouest des États-Unis, Balthazar Picsou baptise son cheval Hortense en pensant à elle.
Ayant rejoint avec sa sœur, son frère à Donaldville en 1902, elle s'éprend de Rodolphe Duck, qu'elle épouse vers 1910. Ensemble, ils veillent sur la fortune de Picsou jusqu'au retour définitif de celui-ci en 1930.
Chassée du coffre par Picsou devenu misanthrope, Hortense et son mari quittent Donaldville et disparaissent définitivement de l'univers des canards. Elle disparaît vers 1948, suivie de peu par son mari.

## Sa famille
Fille de Fergus McPicsou et d'Edith O'Drake, sœur de Balthazar Picsou et de Matilda Picsou, elle aura un fils, Donald Duck, avec Rodolphe Duck (fils de Grand-Mère Donald).